# Brandluckner Huab’n Theater

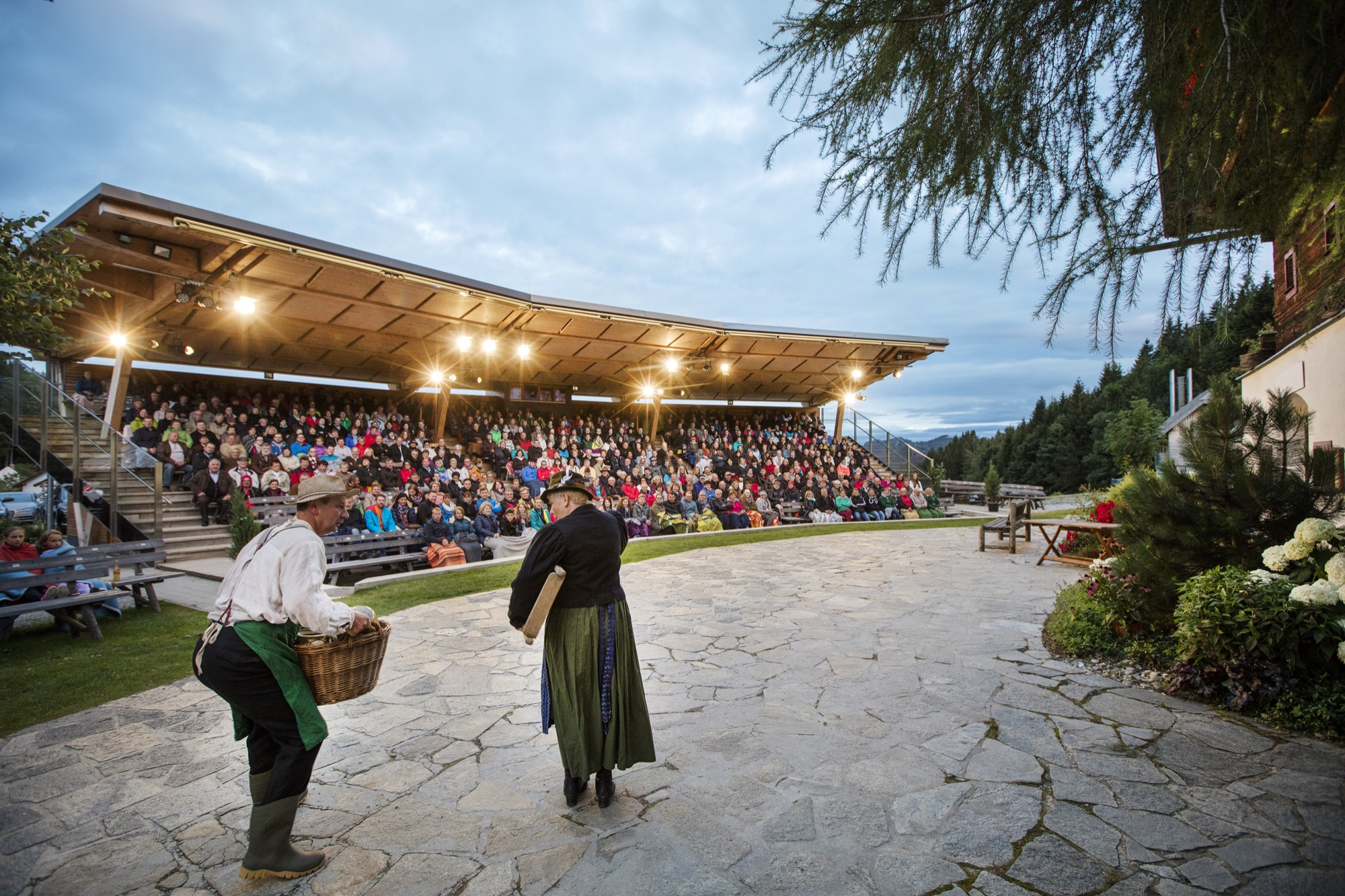
Freilichtbühne in Heilbrunn

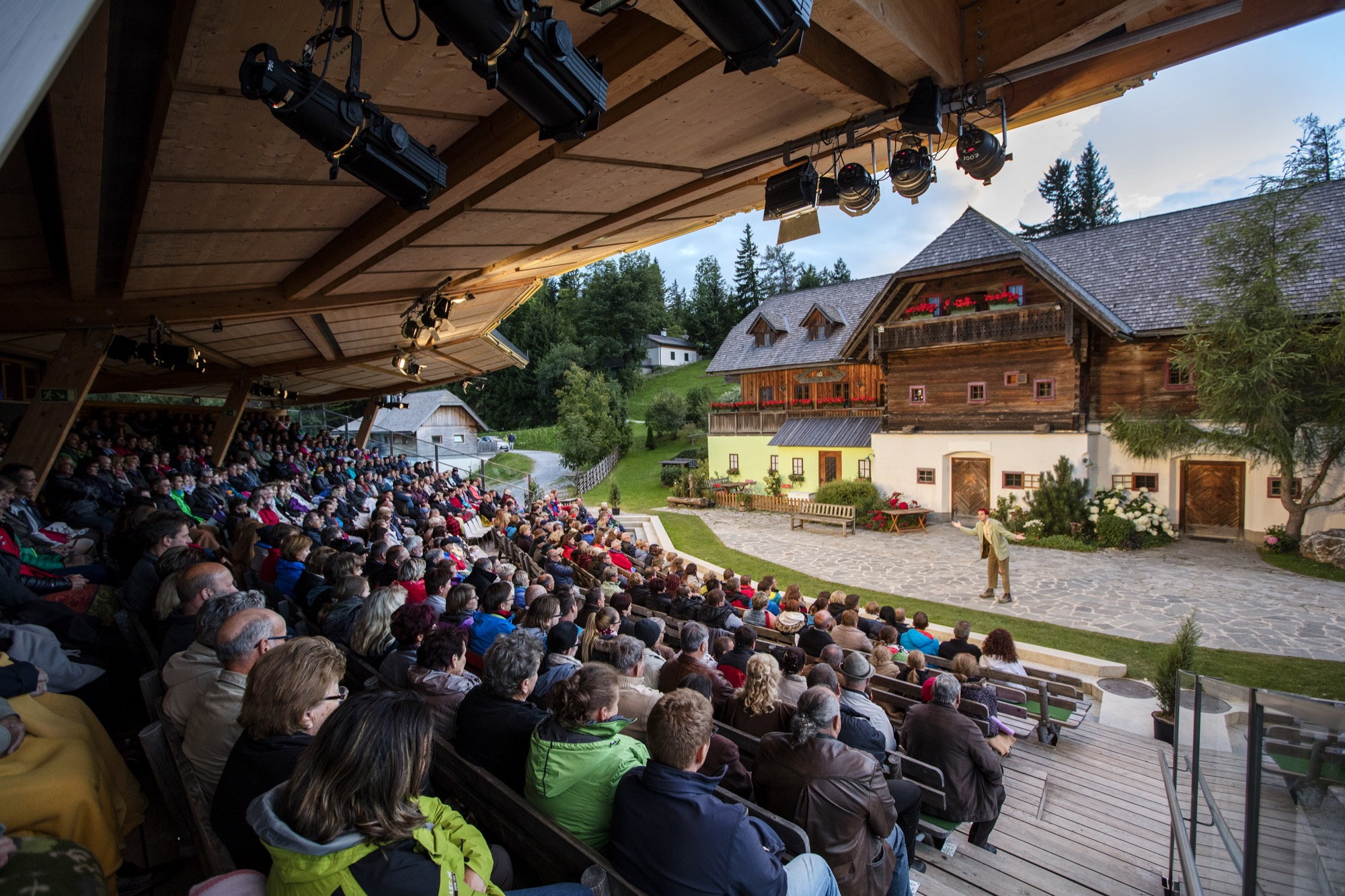
Blick von der Tribüne zur Spielfläche

Das Brandluckner Huab’n Theater ist eine Freilichtbühne in Österreich, in der seit dem Jahr 2000 im Sommer Laientheater aufgeführt wird. Die Freilichtbühne befindet sich in der Rotte Brandlucken beim Dorf Heilbrunn, die Teil der Marktgemeinde Anger in der Steiermark ist.

## Geschichte
Die „Brandluckner Huab’n“ ist ein in Edelschachen/Anger abgetragenes und auf der Brandlucken auf 1100 m ü. A. wiederaufgebautes Bauernhaus aus dem 17. Jahrhundert, in dem ein Gasthaus und Hotel betrieben werden. Im Jahr 2000 entstand die Idee, vor der Kulisse des Bauernhauses Theater zu spielen. In diesem Jahr wurde das Stück „Lumpazivagabundus“ von Johann Nestroy aufgeführt. Nach einem Jahr Pause wurde im Jahr 2002 der Theaterverein „Brandluckner Huab ́nTheater“ gegründet und „‘s Nullerl“ von Karl Morré auf der Freiluftbühne aufgeführt. Seitdem wird jährlich im Juli und im August Theater gespielt.
2010 wurde das Mittwochtheater als Kellertheater im Hotel auf der Brandlucken ins Leben gerufen. Auf 85 Plätzen wird von April bis Juni und von September bis November Theater gespielt.
2013 wurde eine Zusehertribüne nach den Plänen der Architekten Andrea und Herwig Ronacher aus Hermagor errichtet. Davor wurde die Tribüne jährlich vor dem Sommer aufgebaut und nach dem Sommer wieder abgebaut. Ebenso findet seit 2013 am ersten Adventwochenende der Brandluckner Advent – ein Weihnachtsmarkt – statt. Dabei spielt das Brandluckner Huab’n Theater die Weihnachtsgeschichte. Die Spenden und Erlöse aus dem Glühweinverkauf der Theatergruppe werden für einen guten Zweck gesammelt. 2014 wurde die Kellerbühne des Mittwochtheaters neu gestaltet.
2017 erhielt das Brandluckner Huab’n Theater den Applauspreis vom ÖBV Theater (Dachverband für außerberufliches Theater).
2019 wurde die Zusehertribüne erweitert, sodass nun 623 Personen Platz finden.

## Produktionen
- 2000: Lumpazivagabundus von Johann Nestroy
- 2002: s´Nullerl von Karl Morré
- 2003: Die lustige Wallfahrt – frei nach Peter Rossegger
- 2004: Der Brandner Kasper
- 2005: Der Bauer als Millionär von Ferdinand Raimund
- 2006: Alpenkönig und Menschenfeind von Ferdinand Raimund
- 2007: Der G’wissenswurm von Ludwig Anzengruber
- 2008: Zu ebener Erde und im 1. Stock von Johann Nestroy
- 2009: Das Gewürzkrämmerkleeblatt von Johann Nestroy
- 2010: Der Verschwender von Ferdinand Raimund
- 2011: Der Widerspenstigen Zähmung von William Shakespeare
- 2012: Landluft (nach Peter Roseggers Erdsegen)
- 2013: Lumpazivagabundus von Johann Nestroy
- 2014: Die lustigen Weiber von Windsor von William Shakespeare
- 2015: Die Kreuzlschreiber von Ludwig Anzengruber
- 2016: Der Talisman von Johann Nestroy
- 2017: Die lustige Wahlfahrt – frei nach Peter Rossegger
- 2018: Der Zerrissene von Johann Nestroy[7]
- 2019: s´Nullerl von Karl Morré, in diesem Jahr mit 13.409 Besuchern[1]
- 2020: s´Nullerl von Karl Morré, aufgrund der Coronakrise wurde das Stück aus dem Vorjahr wiederholt.[8][9]
- 2021: s‘ Herz am rechten Fleck von Anton Hamik[10]
- 2022: Einen Jux will er sich machen von Johann Nepomuk Nestroy[11]
- 2023: Die Teufelsbraut von Franz Kranewitter[12]